# Chimaphile maculée
Chimaphila maculata
Espèce
Classification APG III (2009)
La Chimaphile maculée, Chimaphila maculata, est une espèce de plantes à fleurs du genre Chimaphila et de la famille des Pyrolaceae, ou des Ericaceae selon la classification phylogénétique. Elle est originaire d'Amérique du Nord et d'Amérique centrale, au Sud du Québec, à l'Ouest de l'Illinois, et au Sud jusqu'en Floride et au Panama.
C'est une petite plante herbacée (10-25 cm) vivace.